# Amylose à transthyrétine
 Mise en garde médicale
L'amylose de la (ou à) transthyrétine ou amyloïdose à transthyrétine, est une amyloïdose, maladie systémique caractérisée par une atteinte du système nerveux, des reins, des yeux et du cœur.

Les premiers signes de la maladie apparaissent le plus souvent vers l'âge de 30 à 40 ans mais peuvent survenir plus tôt.
Le système nerveux périphérique est touché par une neuropathie qui se manifeste le plus souvent au niveau des pieds, avec des troubles sensitifs suivis par des troubles moteurs. Les manifestations atteignant le système nerveux autonome comprennent l'hypotension orthostatique, la constipation alternant avec des diarrhées, une anhydrose, des troubles sexuels ou urinaires comme une rétention d'urine ou une incontinence urinaire. L'atteinte du cœur se traduit par une cardiomyopathie. L'atteinte du système nerveux central se manifeste par une démence, une psychose, des céphalées, une épilepsie, une ataxie, une hydrocéphalie ou des hémorragies cérébrales.

## Physiopathologie
La maladie semble être secondaire à une mutation sur le gène TTR codant la transthyrétine. La mutation provoque un repliement et une accumulation de transthyrétine en dépôts amyloïdes, au détriment de la fonction cardiaque, de la vision, de la filtration rénale et du fonctionnement cérébral ; entraînant un dysfonctionnement organique évolutif.
Certaines mutations sont « de novo ». D'autres constituent des formes familiales à transmission autosomique dominante. Ces mutations facilitent l’agrégation des fibres de transthyrétine sous forme de fibres constituant des dépôts d'amylose dans différents organes.
Un nombre croissant d'indices plaide pour l'hypothèse que des assemblages de protéines mal repliées contribuent à la dégénérescence du tissu postmitotique dans cette maladie (et dans d'autres maladies amyloïdes). La science manque cependant encore (en 2017) de sondes fiables non-anticorps pour détecter sélectivement les structures d'agrégats oligomères circulant dans le plasma ou déposées dans des tissus. Ceci freine la vérification de cette hypothèse chez les patients. De nouvelles sondes à base de peptides peuvent sélectivement « étiqueter » les oligomères de transthyrétine(TTR) mal repliés dans le plasma de malades.

## Épidémiologie
Il s'agit d'une maladie rare, la majeure partie étant des formes héréditaires, avec cependant quelques cas ponctuels. Elle atteint essentiellement l'homme. Elle représente un peu moins de 5 % des amyloses cardiaques. Son incidence serait par contre largement sous estimée puisque des dépôts amyloïdes de type tranthyrétine sont retrouvés, à l'autopsie, dans près du quart des personnes de plus de 85 ans, constituant la forme dite « sénile » de la maladie, non héréditaire.

## Description
La maladie se caractérise par des dépôts amyloïdes essentiellement au niveau du muscle cardiaque entraînant un épaississement important de ce dernier, avec dysfonction et tableau d'insuffisance cardiaque. La fraction d'éjection est dans un premier temps conservée et n'est que peu abaissée par la suite.
Les dépôts concernent également les nerfs, donnant une neuropathie périphérique dans plus des deux tiers des cas. Elle est typiquement symétrique, débutant aux extrémités des membres inférieurs et gagnant les parties les plus hautes, aussi bien motrices que sensitives. Ils peuvent se manifester par un syndrome du canal carpien qui peut précéder l'atteinte cardiaque de plusieurs années et dont le dépistage peut être intéressant, surtout chez l'homme de plus de 70 ans, non obèse.
Il peut exister une atteinte rénale, avec un syndrome néphrotique et une insuffisance rénale à terme.
Les formes avec mutation surviennent à un âge plus jeune et ont davantage de symptômes neurologiques.

## Diagnostic
Au début du XXIe siècle le diagnostic est le plus souvent fait par la mise en évidence d'une cardiopathie hypertrophique (échocardiographie et IRM cardiaque), d'une fixation cardiaque à la scintigraphie osseuse et de l'absence de chaines légères dans le sang et les urines. La preuve histologique n'est plus nécessaire que dans les cas litigieux.
L'échocardiographie montre un épaississement du muscle cardiaque pouvant être important mais sans signe réellement spécifique permettant de la distinguer d'une cardiomyopathie hypertrophique. L'atteinte peut concerner les deux ventricules. L'hypertrophie est classiquement de type concentrique mais des formes asymétriques (ne concernant qu'une seule paroi cardiaque) peuvent se voir.
L'IRM cardiaque permet de bien faire la distinction entre cardiomyopathie hypertrophique et amylose cardiaque. Il permet également de distinguer une amylose cardiaque Al d'une amylose à transthyrétine, avec notamment, la présence d'un réhaussement tardif au gadolinium concernant toute la paroi beaucoup plus fréquent dans ce dernier cas.
Le diagnostic reposait auparavant essentiellement sur la biopsie d'organes atteints et la caractérisation des dépôts amyloïdes. Cette biopsie peut concerner également la graisse sous cutanée mais cette dernière est fréquemment négative dans les formes séniles. En dernier ressort, une biopsie endomyocardique est faite. Les échantillons sont traitées par immunohistochimie pour permettre de reconnaître le type d'amylose, éventuellement aidée par une spectrométrie de masse.
La scintigraphie myocardique aux diphosphonates ne permet pas toujours de distinguer les différentes formes d'amylose cardiaque. De nouveaux traceurs pourraient cependant avoir une meilleure spécificité.
La scintigraphie osseuse aux biphosphonates montre une fixation cardiaque du traceur très spécifique d'une amylose à transthyrétine en l'absence de chaînes légères dans le sang.
Dans les années 2010 Schonhoft et al. ont utilisé des sondes peptidiques capables de détecter des oligomères de transthyrétine mal repliés dans des échantillons de plasma de patients atteints d'amyloïdose héréditaire avec des phénotypes à prédominance du système nerveux [pas clair]. Puis un traitement basé sur un « stabilisant cinétique » de la transthyrétine a pu réduire la quantité d'oligomères mal encollés. Ces sondes pourraient aider à poser plus précocement le diagnostic de la maladie, mais aussi éclairer la pathogenèse de l'amyloïdose héréditaire.
Un diagnostic génétique permet de distinguer les formes héréditaires des formes spontanées (« wild type ») mais ne change pas la prise en charge.

### Diagnostic différentiel
Elle se distingue de l'amylose de type AL par l'absence de chaines légères d'immunoglobulines dans le sang. Il n' y a également pas d'élévation du taux de la protéine amyloïde sérique comme dans l'amylose AA.

## Pronostic
Le pronostic est, en règle, meilleur que pour les amyloses à chaînes légères.

## Traitement et prise en charge
Plusieurs recommandations ont été publiées sur la prise en charge de l'amylose à la transthyrétine. Celles de la société européenne de cardiologie datent de 2021, celles de l'« American Heart Association » de 2020, celles de l'« American College of Cardiology » de 2023.
Le traitement de l'insuffisance cardiaque est symptomatique. cependant la prise en charge peut s'avérer complexe, cette insuffisance étant plus souvent avec une fonction systolique conservée et un trouble de la relaxation : les diurétiques trop dosés peuvent être mal tolérés. En cas d'insuffisance cardiaque réfractaire et si l'état général le permet, une transplantation cardiaque peut être réalisée, avec un risque théorique de récidive de la maladie sur le greffon mais qui reste rare en pratique.
En cas de fraction d'éjection, les bêtabloquants ne sont pas habituellement utilisés, car seraient moins bien tolérées mais il s'agit plus d'avis d'experts que d'une réalité démontrée. Il est possible que de petites doses de bêtabloquants puissent diminuer la mortalité de ce type de maladie.
Dans les formes familiales, la transplantation hépatique peut être envisagé, la transthyrétine anormale étant essentiellement synthétisée par le foie natif. Les résultats sont cependant imparfaits, les lésions constituées ne régressant pas.
En France en 2009, une autorisation temporaire d'utilisation a été délivrée par l'Afssaps pour le médicament tafamidis, un stabilisateur spécifique de la transthyrétine. En bloquant la dissociation des tétramères de transthyrétine, ce médicament ralentirait la progression de la maladie, du moins sur les atteintes nerveuses mais semble être moins efficace dans les formes avancées. Il est indiqué pour le traitement de la neuropathie périphérique pour retarder sa progression. Il ne modifie pas les données échocardiographiques mais réduit la mortalité et les réhospitalisations, ainsi que le déclin de la qualité de vie. Une autorisation de mise sur le marché européenne a été obtenue en 2011. Un autre stabilisateur, l'acoramidis, est également efficace sur l'évolution de la maladie.
L'utilisation de petits ARN interférents (patisiran) ou d'ADN antisens (inotersen) permet d'améliorer certains symptômes ainsi que certains paramètres cardiaques. L’introduction de l’amvuttra (vutrisiran) apporte un bénéfice au niveau mortalité et qualité de vie.
D'autres médicaments ont été testés : extrait de thé vert ou le diflunisal,. Une thérapie génique par CRISPR-Cas9 semble également prometteuse, avec l'avantage théorique d'être curatrice en une seule administration.

## Sources
1. 1 2 3  Schonhoft JD, Monteiro C, Plate L et al. Peptide probes detect misfolded transthyretin oligomers in plasma of hereditary amyloidosis patients, Science Translational Medicine, 2017;9:10.1126
2. ↑  Coelho T, Maurer MS, Suhr OB, THAOS: The Transthyretin Amyloidosis Outcomes Survey: initial report on clinical manifestations in patients with hereditary and wild-type transthyretin amyloidosis, Curr Med Res Opin, 2013;29:63–76
3. ↑  Crotty TB, Li CY, Edwards WD et al. Amyloidosis and endomyocardial biopsy: Correlation of extent and pattern of deposition with amyloid immunophenotype in 100 cases, Cardiovasc Pathol, 1995;4:39–42
4. ↑  Tanskanen M, Peuralinna T, Polvikoski T et al. Senile systemic amyloidosis affects 25% of the very aged and associates with genetic variation in alpha2-macroglobulin and tau: a population-based autopsy study, Ann Med, 2008;40:232–239
5. 1 2  Gertz MA, Benson MD, Dyck P et al. Diagnosis, prognosis, and therapy of transthyretin amyloidosis, J Am Coll Cardiol, 2015;66:2451-2466
6. ↑  Sperry BW, Reyes BA, Ikram A et al. Tenosynovial and cardiac amyloidosis in patients undergoing carpal tunnel release, J Am Coll Cardiol, 2018:72:2040-2050
7. ↑  Westin O, Fosbøl EL, Maurer MS et al. Screening for cardiac amyloidosis 5 to 15 years after surgery for bilateral carpal tunnel syndrome, J Am Coll Cardiol, 2022;80:967-977
8. ↑  Lobato L, Beirão I, Silva M et al. End-stage renal disease and dialysis in hereditary amyloidosis TTR V30M: presentation, survival and prognostic factors, Amyloid, 2004;11:27–37
9. ↑  Maurer MS, Hanna M, Grogan M et al. Genotype and phenotype of transthyretin cardiac amyloidosis: THAOS (Transthyretin Amyloid Outcome Survey), J Am Coll Cardiol, 2016;68:161–172
10. ↑  Cappelli f, Baldasseroni s, Bergesio F et al. Echocardiographic and biohumoral characteristics in patients with AL and TTR amyloidosis at diagnosis, Clin Cardiol, 2015;38:69–75
11. ↑  González-López E, Gagliardi C, Dominguez F et al. Clinical characteristics of wild-type transthyretin cardiac amyloidosis: disproving myths, Eur Heart J, 2017;38:1895–1904
12. ↑  Vogelsberg H, Mahrholdt H, Deluigi CC et al. Cardiovascular magnetic resonance in clinically suspected cardiac amyloidosis: noninvasive imaging compared to endomyocardial biopsy, J Am Coll Cardiol, 2008;51:1022–1030
13. ↑  Dungu JN, Valencia O, Pinney JH et al. CMR-based differentiation of AL and ATTR cardiac amyloidosis, J Am Coll Cardiol Img, 2014;7:133–142
14. ↑  Fine NM, Arruda-Olson AM, Dispenzieri A et al. Yield of noncardiac biopsy for the diagnosis of transthyretin cardiac amyloidosis, Am J Cardiol, 2014;113:1723–1727
15. ↑  Gilbertson JA, Theis JD, Vrana JA et al. A comparison of immunohistochemistry and mass spectrometry for determining the amyloid fibril protein from formalin-fixed biopsy tissue, J Clin Pathol, 2015;68:314–317
16. ↑  Rapezzi C, Quarta CC, Guidalotti PL et al. Usefulness and limitations of 99mTc-3,3-diphosphono-1,2-propanodicarboxylic acid scintigraphy in the aetiological diagnosis of amyloidotic cardiomyopathy, Eur J Nucl Med Mol Imaging, 2011;38:470–478
17. ↑  Aljaroudi WA, Desai MY, Tang WH et al. Role of imaging in the diagnosis and management of patients with cardiac amyloidosis: state of the art review and focus on emerging nuclear techniques, J Nucl Cardiol, 2014;21:271–283
18. ↑  Gillmore JD, Maurer MS, Falk Rh et al. Nonbiopsy diagnosis of cardiac transthyretin amyloidosis, Circulation, 2016;133:2404-2412
19. ↑  Rapezzi C, Merlini G, Quarta CC et al. Systemic cardiac amyloidoses: disease profiles and clinical courses of the 3 main types, Circulation, 2009;120:1203–1212
20. ↑  Garcia-Pavia P, Rapezzi C, Adler Y et al. Diagnosis and treatment of cardiac amyloidosis. A position statement of the European Society of Cardiology working group on myocardial and pericardial diseases, Eur J Heart Fail, 2021;23:512–526
21. ↑  Kittleson MM, Maurer MS, Ambardekar AV et al. Cardiac amyloidosis: evolving diagnosis and management: a scientific statement from the American Heart Association, Circulation, 2020;142:e7–e22
22. 1 2  Kittleson MM, Ruberg FL, Ambardekar AV et al. 2023 ACC expert consensus decision pathway on comprehensive multidisciplinary care for the patient with cardiac amyloidosis: a report of the American College of Cardiology solution set oversight committee, J Am Coll Cardiol, 2023;81:1076–1126
23. ↑  Davis MK, Kale P, Liedtke M et al. (http://onlinelibrary.wiley.com/doi/10.1111/ajt.13025/abstract Outcomes after heart transplantation for amyloid cardiomyopathy in the modern era], Am J Transplant, 2015;15:650–658
24. ↑  (en) Adam Ioannou, Paolo Massa, Rishi K Patel, Yousuf Razvi, Marianna Fontana et al., « Conventional heart failure therapy in cardiac ATTR amyloidosis », Eur Heart J, vol. 44, no 31,‎ 2023, p. 2893-907. (PMID 37216684, PMCID PMC10424879, DOI 10.1093/eurheartj/ehad347, lire en ligne)
25. ↑  Ericzon BG, Wilczek HE, Larsson M et al. Liver Transplantation for hereditary transthyretin amyloidosis: after 20 years still the best therapeutic alternative?, Transplantation, 2015;99:1847–1854
26. ↑  Scott LJ, Tafamidis: a review of its use in familial amyloid polyneuropathy, Drugs, 2014;74:1371–1378
27. ↑  Lozeron P, Théaudin M, Mincheva Z, Ducot B, Lacroix C, Adams D, Effect on disability and safety of tafamidis in late onset of Met30 transthyretin familial amyloid polyneuropathy, Eur J Neurol, 2013;20:1539-1545
28. ↑  Maurer MS, Grogan DR, Judge DP et al. Tafamidis in transthyretin amyloid cardiomyopathy: effects on transthyretin stabilization and clinical outcomes, Circ Heart Fail, 2015;8:519–526
29. ↑  Maurer MS, Schwartz JH, Gundapaneni B et al. Tafamidis treatment for patients with transthyretin amyloid cardiomyopathy, N Engl J Med, 2018;379:1007-1016
30. ↑  [PDF] Vyndaqel 20 mg, capsules molles - Avis (commission de la transparence)
31. ↑  (en) Julian D Gillmore, Daniel P Judge, Francesco Cappelli, Marianna Fontana, Jonathan C Fox ; Attribute-CM Investigators Collaborators et al., « Efficacy and Safety of Acoramidis in Transthyretin Amyloid Cardiomyopathy », N Engl J Med, vol. 390, no 2,‎ 2024, p. 132-42. (PMID 38197816, DOI 10.1056/NEJMoa2305434, lire en ligne)
32. ↑  Adams D, Gonzalez-Duarte A, O’Riordan WD et al. Patisiran, an RNAi therapeutic, for hereditary transthyretin amyloidosis, N Engl J Med, 2018; 379:11-21
33. ↑  Benson MD, Waddington-Cruz M, Berk JL et al. Inotersen treatment for patients with hereditary transthyretin amyloidosis, N Engl J Med, 2018;379:22-31
34. ↑  Solomon SD, Adams D, Kristen A et al. Effects of patisiran, an RNA interference therapeutic, on cardiac parameters in patients with hereditary transthyretin-mediated amyloidosis, Circulation, 2019;139:431-443
35. ↑  Fontana M, Berk JL, Gillmore JD et al. Vutrisiran in patients with transthyretin amyloidosis with cardiomyopathy, N Engl J Med, 2025;392:33-44.
36. ↑  Kristen AV, Lehrke S, Buss S et al. Green tea halts progression of cardiac transthyretin amyloidosis: an observational report, Clin Res Cardiol, 2012;101:805–813
37. ↑  Tojo K, Sekijima Y, Kelly JW et al. Diflunisal stabilizes familial amyloid polyneuropathy-associated transthyretin variant tetramers in serum against dissociation required for amyloidogenesis, Neurosci Res, 2006;56:441–449
38. ↑  Berk JL, Suhr OB, Obici L et al. Repurposing diflunisal for familial amyloid polyneuropathy: a randomized clinical trial, JAMA, 2013;310:2658-2667
39. ↑  Gillmore JD, Gane E, Taubel J et al. CRISPR-Cas9 in vivo gene editing for transthyretin amyloidosis, N Engl J Med, 2021;385:493-502